# Ciclone Gombe
O ciclone tropical intenso Gombe foi um forte sistema de baixa pressão atmosférica de categoria 3 a atingir terra firme, mais precisamente na província de Nampula, desde o ciclone Jokwe em 2008. Foi a oitava tempestade tropical, quarto ciclone tropical e quarto ciclone tropical intenso da temporada de ciclones do Índico Sudoeste de 2021-2022.
Gombe originou-se de uma perturbação tropical localizada na costa de Madagascar. Esta área de convecção foi designada pelo Joint Typhoon Warning Center como Invest 97S em 6 de março. No dia seguinte, começou a se mover lentamente para o oeste e executou um loop à medida que se tornava mais organizado, o que levou a Météo-France (MFR) notar o sistema como uma Zona de Distúrbio do Clima, designado como 09R. O sistema tornou-se depressão em 9 de março e tornou-se uma "tempestade tropical moderada" no mesmo dia. Logo após ser nomeado, Gombe atingiu Madagascar, na época, e passou pelo Canal de Moçambique no dia seguinte. A tempestade continuou seu movimento para oeste enquanto se intensificava lentamente e foi atualizada para um "ciclone tropical" pelo MFR em 10 de março. Aproximando-se da Província de Nampula, a tormenta sofreu uma rápida intensificação, e foi elevada ao quarto "ciclone tropical intenso" do ano e dado picos de velocidade de vento segundo boletim divulgado pelo JTWC em 11 de março. A tempestade começou a atingir a terra e rapidamente perdeu sua convecção sobre a terra.
O ciclone Gombe matou ao menos 62 pessoas e afetou mais de 400 000 pessoas em Moçambique. Dezenas de milhares de casas foram fortemente danificadas pela tempestade em Moçambique e deixaram centenas de milhares de famílias sem energia em Nampula. Gombe afetou milhares de hectares de plantações, caiu 200 mm (8 pol) de chuva em 24 horas. A Ilha de Moçambique também sofreu danos da tempestade.

## História da tormenta
O ciclone Gombe originou-se de uma zona de distúrbio do clima que a Météo-France em Réunion (MFR) observou em 6 de março, localizado a cerca de 280 nmi (518 km; 322 mi) de Maurício, movendo-se lentamente para nordeste. O sistema organizou sua circulação e começou a disparar convecção, o que levou o Joint Typhoon Warning Center (JTWC) a designar o sistema como Invest 97S horas depois, e às 11h40 UTC, emitiu um Alerta de Formação de Ciclone Tropical (TCFA), observando mar quente temperaturas de superfície de 28 – 29 °C (82 – 84 °F) juntamente com baixo cisalhamento do vento. Ao executar um loop no sentido anti-horário, o MFR atualizou a tempestade para uma depressão tropical ao meio-dia de 7 de março e foi atualizado para uma tempestade tropical moderada, e os Serviços Meteorológicos das Maurícias a chamaram de Gombe. [nb 1] O JTWC seguiu o exemplo e o classificou como Ciclone Tropical 19S às 18h00 UTC daquele dia.

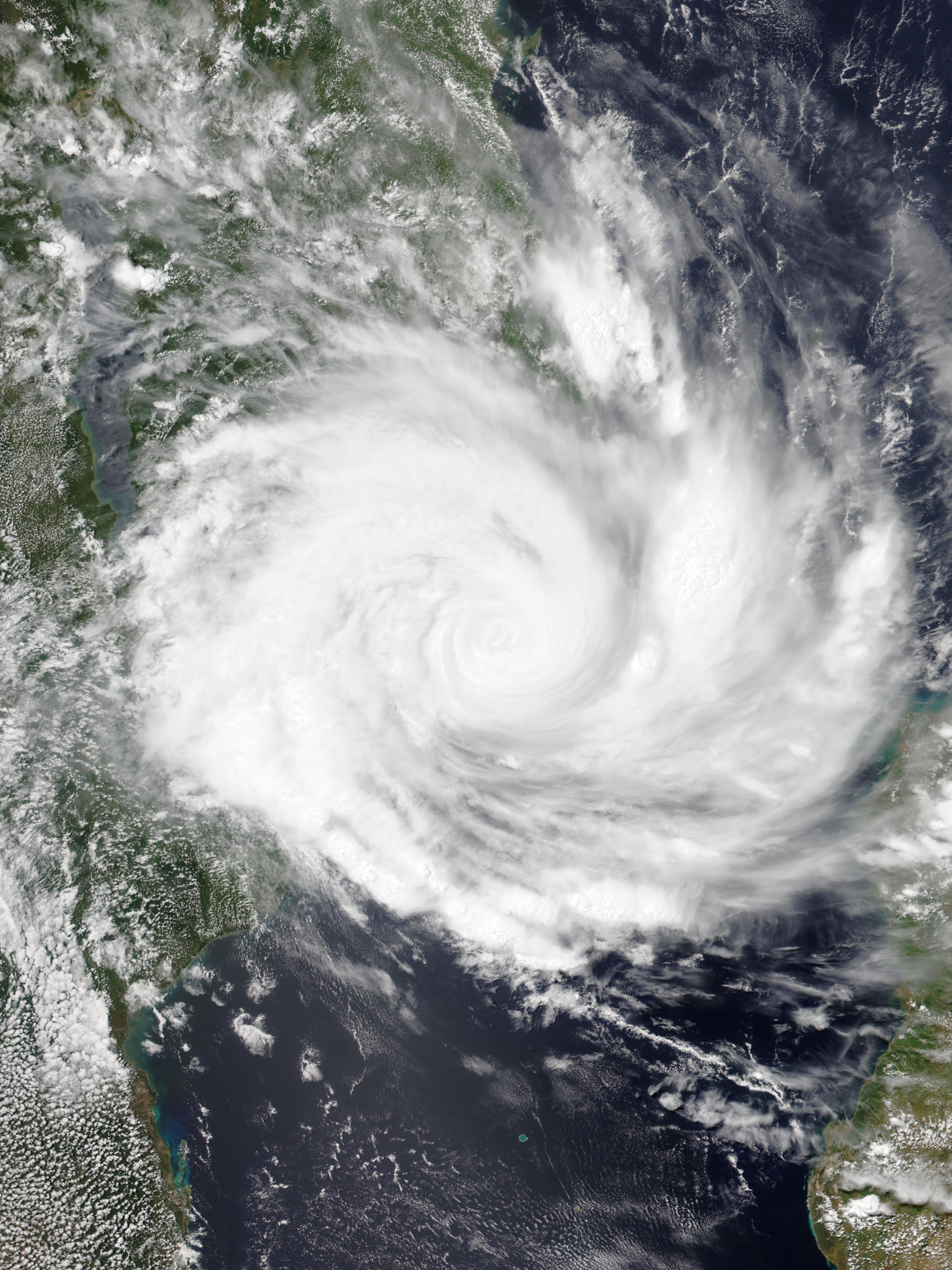
Ciclone tropical Gombe após a sua chegada a Moçambique em 11 de março

Em 8 de março, Gombe atingiu a região de Sava em Madagascar, e o MFR rebaixou o sistema para uma depressão terrestre às 06h00 UTC enquanto cruzava o país, e o JTWC o rebaixou para uma depressão tropical também. 24 horas depois, o sistema atingiu o Canal de Moçambique, movendo-se para oeste a 7 kn (12 km/h; 8 mph), e o MFR o atualizou de volta para uma tempestade tropical às 06h00 UTC de 9 de março, com 10 -minutos ventos sustentados de 45 kn (83 km/h; 50 mph). Gombe, impulsionado por uma cordilheira subtropical ao sul do Canal, continuou a se mover para oeste, e o MFR observou um padrão de nuvens melhorado, atualizando-o para um ciclone tropical às 06h00 UTC de 10 de março, estimando ventos sustentados máximos de 10 minutos de 65 kn (120 km/h; 75 mph). Gombe então começou um período de rápida intensificação, e o MFR elevou a tempestade para ciclone tropical intenso, com ventos de pico de 10 minutos sustentados de 90 kn (166 km/h; 105 mph), e uma pressão central mínima de 960 hPa (28,34 inHg).) à meia-noite de 11 de março. Ao mesmo tempo, o JTWC estimou ventos sustentados de 1 minuto de pico de 100 kn (185 km/h, 115 mph), o que o tornou um ciclone de categoria 3 na escala Saffir-Simpson - a tempestade fortaleceu aproximadamente 35 kn (65 km/h; 40 mph) dentro de 18 horas.
A tormenta atingiu a província de Nampula em Moçambique, o primeiro grande ciclone a fazê-lo desde o ciclone Jokwe de 2008 e posteriormente enfraqueceu significativamente. O MFR rebaixou a tempestade para uma Depressão Overland pela segunda vez às 06h00 UTC do mesmo dia, com o JTWC marcando o sistema como um equivalente de categoria 1 de ponta. A tempestade continuou a avançar para o interior de Moçambique, e o MFR emitiu o seu último aviso sobre Gombe um dia depois, e o JTWC emitiu o seu último aviso às 18h00 UTC de 12 de Março. No comunicado divulgado a 17 de Março pelo MFR, o que restava de Gombe reorganizou-se numa depressão tropical ao novamente entrar no canal de Moçambique. O ciclone retornou à costa do país, porém se dissipou rapidamente.

## Preparativos por causa da tormenta

### Moçambique
Alertas vermelhos foram emitidos para as províncias de Nampula e Zambézia à medida que a tempestade se aproximava. Vários estabelecimentos e instituições foram fechados antes da chegada do ciclone. Uma onda de tempestade de 1-2 metros foi prevista ao longo da costa, com as maiores acumulações de chuva acima de 600 mm (2 pés). A CARE preparou esforços de resposta com o National Institute for Disaster Management. Aproximadamente 55 000 pessoas foram expostas a inundações fluviais.

## Consequências

### Madagascar

O ciclone Gombe atinge a terra firme na província de Nampula, em Moçambique, em 11 de março.

Em Madagascar, pelo menos duas pessoas morreram e uma pessoa foi dada como desaparecida.

### Moçambique
A tempestade atingiu a costa perto de onde a tempestade tropical Ana atingiu apenas seis semanas atrás, o que piorou os efeitos duradouros da tempestade. Vários distritos permaneceram inacessíveis durante dias após Gombe.
Na província de Nampula, ventos fortes derrubaram árvores e arrancaram telhados de vários edifícios públicos. Os serviços de eletricidade e telefonia móvel foram interrompidos, o que dificultou a comunicação nas áreas de impacto. Pelo menos 53 mortes e 82 feridos foram relatados, sendo um morador de Nampula que foi eletrocutado por um cabo caído. Na província da Zambézia, desabou a ponte que ligava os postos administrativos de Mulela e Nabur à aldeia de Pebane . Isso deixou 32 000 pessoas isoladas dos postos e causou escassez de saneamento, comida e água.
Em todo o país, pelo menos 500 000 pessoas foram afetadas por Gombe. 45 079 casas foram completamente destruídas. Duas pontes desabaram no total e 41 unidades de saúde foram severamente afetadas. 691 escolas foram danificadas no país, afetando mais de 75 607 alunos. Mais de 300 000 famílias em 20 distritos da província de Nampula sofreram cortes de energia. Na Ilha de Moçambique, seis pessoas morreram e várias árvores centenárias foram derrubadas. Algumas estradas foram completamente destruídas pela tempestade. Gombe afetou cerca de 7 000 pessoas na ilha e impactou 5 500 casas. 100 salas de aula foram danificadas, afetando 13 000 alunos, e inundaram 2 800 hectares de plantações. Quelimane recebeu 8,59 in (218,3 mm) de chuva em 24 horas.
Dados preliminares indicaram que cerca de 1 600 abrigos temporários de socorro criados para o rescaldo de Gombe foram danificados, alguns explodidos e destruídos, com a maioria precisando de reparação. O ciclone deixou mais de 23.994 pessoas desalojadas e danificou gravemente 2 741 postes elétricos e 707 km (440 milhas) de estradas.
39 centros para 23 994 pessoas deslocadas foram abertos pelo Instituto Nacional de Redução e Gestão de Riscos de Desastres, e cerca de 360 toneladas de itens essenciais foram distribuídos logo após a passagem da tempestade. Esses centros foram construídos com Adobe, que não suporta chuvas fortes. Os profissionais de saúde relataram um aumento dos casos de malária e doenças transmitidas pela água entre os afetados. A tempestade também afetou muito as pessoas afetadas pela crise humanitária em curso na parte norte do país, e os recursos imediatos só poderiam apoiar cerca de 100 mil pessoas.

### Malawi
Fortes chuvas e danos à infraestrutura foram relatados. Pelo menos 7 pessoas morreram no país; com um no distrito de Mangochi sendo um homem de 28 anos que foi levado pela enchente de um rio. O ciclone teria causado "danos pesados" em 10 distritos, principalmente no sul do país. Uma delegacia de polícia, um escritório de imigração e outros prédios ficaram submersos em enchentes no distrito de Mulanje, com estradas cortadas em outras áreas dificultando a comunicação e os esforços de resgate.